# アドウェア
アドウェア (Adware) とは、広告を目的とした通常は無料のソフトウェアである。
なかには、ユーザーに告知せずに何らかの情報を収集するような、マルウェアであるものもある。
料金を支払う事で広告が無くなる、有料版を販売している場合もある。

## 概要
基本的に広告代理店などの企業が、ユーザーにソフトウェアを提供して使ってもらい、その代価に広告を見させるという様式の物で、感覚的には「駅前で配られる企業名入りティッシュ」や「会社ロゴ入り粗品」などに近い。何らかの利便性や娯楽を提供するものは、日用品としての価値がある粗品程度には「役に立つ」ソフトウェアともいえる。
しかし中には、利便性などは存在せず、「広告を見る事」だけを強要するようなソフトウェアが存在し、さまざまなタイミングで、「下半身を鍛えるグッズ」「脱毛症が治る薬」「痩せるトレーニングキット」などの、多くの人には不用な商品の広告をポップアップ広告で表示するソフトウェアも存在しており、問題になっている。
なお、狭義のアドウェアは、主に後者を指す。

## 広義の・安全なアドウェアの種類
ジョークソフトやデスクトップトイに代表されるユーモアソフトちょっとした動作で、見て楽しい玩具のようなソフトウェアで、一定のウェブサイトへのリンク機能を持ち、1996～1998年頃に流行した。特に映画の宣伝サイトや、新規開設の企業サイト等で配布されるケースが見られる（2005年にはIntelが自社プロセッサ宣伝サイト開設告知のため、ソフトウェアを配布している）。
しかしこれらソフトウェアの中に、コンピュータウイルスに感染している物や、インストールする事でコンピュータを不安定にさせてしまう粗悪な物が多く出回り始め、次第に「危険なソフトウェア」と見なされるようになってしまったため、ダウンロードされる事が減っていき、その大半は姿を消している。当時の低速な通信回線でもダウンロードできるように、1MB未満の小さなプログラムが多い。
ツールや本格的ソフトの評価版製品版のソフトウェアから幾つかの機能を省き、試供品として自由にダウンロード・利用できるようになっている。機能的には製品版の主要機能を試す事が可能だが、作ったファイルを保存出来なかったり、使用期間が1ヶ月や2週間などと限定されていたりする。かつてゲームソフト等では、クソゲーなどと呼ばれる酷いソフトウェア製品が市場を席巻してアタリショック等の業界全体に芳しく無い影響が出たりもしたが、近年ではこの試供品ソフトである程度遊べるため、「買って実行するまで良し悪しが判断付かない」とされたパッケージソフトの信頼回復に役立っている。
機能を提供する代わりに、広告視聴を求める物かつてはファイルの管理や編集に便利な機能を提供したり、何がしかのゲームを提供しながら、同じ画面上に広告がポップアップする種類の物だったが、近年ではより本格化して、ウェブブラウザ（例・Opera）や市販のアプリケーションソフトに匹敵する機能のソフトウェアにまで、同様の物が登場している。なおOperaに関しては、収益モデルが検索サイトの検索連動型広告の利益分配に変わり、広告がなくなり、無料化した。
機能を提供する代わりに、ソフトウェア作者が広告収入を得るもの通信販売などのサイトに誘導したり、インストール時に別のソフトウェア（検索ツールバーやウイルス対策ソフトなど）のインストールも求めることで、ソフトウェア作者がアフィリエイト収入を得る。ブラウザのcookieを書き換えてしまうスパイウェアともいえるソフトウェアもある。
WebアプリやWeb上のサービス　Yahoo! や mixi をはじめとして、多くのWebのサービスは、広告収入により運営されていて、広い意味でアドウェアに分類される。

## マルウェアに分類されるアドウェアの概要
アドウェアでも、これらマルウェア（悪質なソフトウェア）に分類されるソフトウェアの最も問題視される点は、利用者に十分な情報提供をしないか、説明を一切行わずに、これら機能を個人のパソコンにインストールして、パソコン起動時に必ず読み込まれてしまうように、OSにソフトウェア本体を組み込んでしまう点である。また、それらソフトウェアが好んで見せたがる広告の多くが、余り普遍的で無い・限られた需要しかないような商品やサービスの広告や、児童に見せるには不適切な種類の広告である。
中にはコンピュータのセキュリティ上の問題を悪用したりして、特定のページを閲覧した際、勝手にインストールされる物も多く、更には個人情報を勝手に収集して送信してしまうスパイウェアも存在している。
ポップアップ広告型通常、インターネット閲覧中などにブラウザとは別に表示されるポップアップ（広告）だが、これをブラウザを使っていない時にまで表示させる機能を持つ。ちなみにメール閲覧中は、電子メールクライアントの種類に拠っては、HTMLメールのポップアップを表示させてしまう物もあるため、メール閲覧中にポップアップが出たからと言って、これらのソフトウェアが動作しているとは限らない。
リンク乗っ取り型ブラウザでインターネットのサイトを閲覧中、普段見慣れたサイトを観ていたはずなのに、突然、まったく知らないサイトにページが切り替わってしまう事がある。これはリンク乗っ取り型のアドウェアがコンピュータの設定を弄って、リンク先を勝手に書き換えているためである。このソフトが動作している間は何回かに一回は、勝手にリンク先を変えられ、広告先のサイトを開く事になってしまう。またこのタイプの中には、本来他社のバナーがあるべき所（例えばYahoo!の広告欄）へとページが表示される際に細工して、自分の持っているバナーを表示させる物も存在しており、「大手サイトに出ているバナーだから」というネームバリュー心理を突いて、誤認識による誘導を試みる物も存在している。